# Sommen (Svezia)
Sommen è un'area urbana della Svezia situata nel comune di Tranås, contea di Jönköping.
La popolazione risultante dal censimento 2010 era di 772 abitanti.